# Pucará (Los Lagos)
Pucará es un caserío de la comuna de Los Lagos, ubicada en el sector suroeste de la comuna, en la ribera sur del Río Quinchilca, al suroeste de la localidad de Folilco.
Aquí se encuentra la escuela particular Santa Jimena N° 33.

## Hidrología
Pucará se encuentra en la ribera sur del Río Quinchilca, cerca de la confluencia del Río Putraique y el Río Remehue.

## Accesibilidad y transporte
A Pucará se accede desde la ciudad de Los Lagos a través de las Rutas T-55, T-525 y T-529 a 27,9 km